# مالا بروير
مالا بروير ولدت في21 ديسمبر 1927 في أوكلاند كاليفورنيا وتوفيت في 1 يناير 2017 في سانتا في،نيو مكسيكو كانت تعبيرية تجريدية أمريكية. عملها موجود في مجموعات متحف سان فرانسيسكو للفن الحديثومعرض أولبرايت نوكس للفنون في بوفالو ومتحف الفنون الجميلة، سانتا في نيو مكسيكو .